# La vie scolaire – Schulalltag
La vie scolaire – Schulalltag ist eine französische Tragikomödie von Mehdi Idir und Grand Corps Malade aus dem Jahr 2019.

## Handlung
Die junge Samia Zibra ist nach Saint-Denis gezogen, wo sie an einer Schule die Aufgabe des
Conseiller Principal d’Éducation (CPE, Ü: Hauptbildungsberaterin) übernimmt, also die Aufgabe hat, Schüler bei Beschwerden von Lehrkräften anzuhören, Elterngespräche zu führen, aber auch Schülern mögliche Bildungschancen aufzuzeigen. Samia ist aus dem Département Ardèche nach Saint-Denis gezogen, weil ihr Freund Fred in der Gegend wegen Kreditkartenbetrugs im Gefängnis sitzt und sie ihn so schneller besuchen kann. Beim Warten vor dem Gefängnis trifft sie auf Yanis, einen Schüler der Förderklasse 9, der intelligent ist, jedoch aufgrund seiner gelangweilten und dabei auch leicht reizbaren Art immer wieder mit Mitschülern und Lehrern aneinandergerät. Vor allem Geschichtslehrer Bouchard gerät immer wieder mit Yanis in Konflikt. Yanis lebt mit seiner Mutter und seiner kleinen Schwester Kenza in Saint-Denis; sein Vater sitzt bereits seit zwei Jahren im Gefängnis und hat ein weiteres Jahr abzusitzen.
Samia sind bei ihrer Arbeit Aufpasser unterstellt, die ihrer Arbeit mit unterschiedlichem Engagement nachgehen. Während Moussa auf Disziplin achtet und fair ist, sieht Dylan die Arbeit, die er seit fast fünf Jahren macht, lockerer. Mit anderen Kollegen führt er jedes Jahr die „Simpson-Challenge“ durch, bei der wie Bart Simpson im Vorspann der Serie zur Strafe möglichst absurde Sätze 100 Mal geschrieben werden müssen. Zudem lässt er Schüler Reda sein stetes Zuspätkommen durchgehen, da er von ihm im Gegenzug regelmäßig mit Marihuana versorgt wird.
Samia will Yanis fördern, zumal beide über das Gefängnis ein Geheimnis haben, das sie verbindet. Yanis weiß nichts mit sich und seiner Zukunft anzufangen und hat sich bereits aufgegeben. Die Idee, das Baccalauréat abzulegen, ist für Yanis nicht vorstellbar. Er interessiert sich für Videospiele und Filme, sodass Samia ihm vorschlägt, nach der Schule einen Fachhochschulabschluss (Brevet de technicien supérieur, BTS) im Bereich Kino zu machen. Yanis jedoch hat keine Lust, nach Ende der Schulzeit weiterhin zu lernen. Sein guter Freund Fodé, der sein Geld als Drogendealer verdient und immer tiefer in die Szene rutscht, gibt ihm eine mögliche Zukunftsaussicht, so wolle er dem Drogengeschäft den Rücken kehren und mit Yanis ein kleines Restaurant eröffnen, sobald Yanis seinen Abschluss gemacht hat.
Für Samia bricht kurz darauf eine Welt zusammen, als sie erfährt, dass ihr Freund nicht einmalig Kreditkartenbetrug begangen hat, sondern auf einen weiteren Prozess wartet, der ihn bis zu sechs Jahre ins Gefängnis bringen kann. Sie stellt ihre Entscheidung, nach Saint-Denis zu gehen, infrage, und plant, nach Ende des Schuljahres zurück nach Ardèche zu gehen. Mathelehrer Messaoud, der ihr Vertrauter geworden ist, bestärkt sie darin, dazubleiben. Samia entlässt Dylan, als dessen Drogendeals mit Reda ans Licht kommen. Fodé verunfallt mit seinem Motorrad und stirbt, was im Unterricht den Streit zwischen Yanis und Lehrer Bouchard eskalieren lässt. Yanis verlässt die Schule für mehrere Tage und muss sich schließlich einem Disziplinarverfahren stellen, bei dem über seinen Schulausschluss beraten wird. Schülervertreter und auch Lehrer machen sich für Yanis stark, der sich in den letzten Monaten schulisch gut entwickelt hatte.
Das nächste Schuljahr beginnt. Samia hat sich entschlossen, in Saint-Denis zu bleiben. Auch Yanis ist weiterhin in der Schule, wiederholt die 9. Klasse und ist nun Teil einer SEGPA-Klasse (sections d’enseignement général et professionnel adapté, Ü: Bereiche der allgemeinen und angepassten beruflichen Bildung) für Schüler mit besonderen Lernschwierigkeiten.

## Produktion

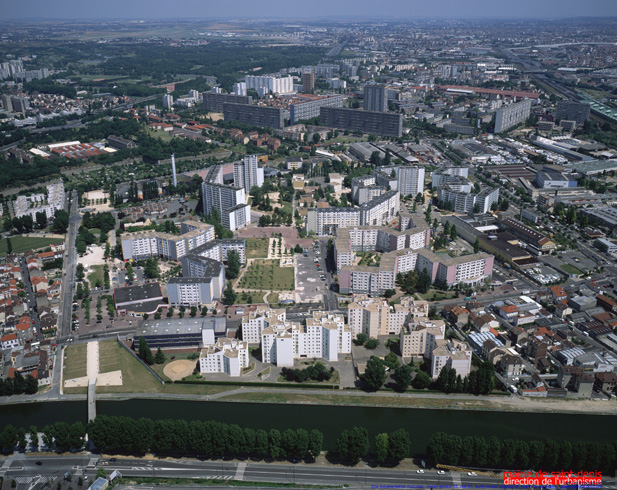
Stadtteil Franc-Moisin, Drehort des Films, mit dem Collège Federico-García-Lorca in der Bildmitte

La vie scolaire – Schulalltag war nach Lieber leben der zweite Film, den Mehdi Idir und Grand Corps Malade als Regisseure verwirklichten. Der Film war zudem das Filmdebüt von Schauspieler Liam Pierron, dessen Figur des Yanis an Mehdi Idirs Biografie angelehnt ist. Zahlreiche Rollen im Film wurden durch Laiendarsteller besetzt.
Der Film wurde im Stadtteil Franc-Moisin von Saint Denis gedreht; als Drehort diente unter anderem die ehemalige Schule Mehdi Idirs, das Collège Federico-García-Lorca. Die Dreharbeiten zu La vie scolaire – Schulalltag begannen am 23. Juli 2018 und gingen bis Mitte September, wobei fünf Wochen in der Schule und zwei Wochen im Stadtviertel gedreht wurde. Einige wenige Szenen entstanden vor dem Gefängnis von Hauts-de-Seine in Nanterre. Die Kostüme schuf Claire Lacaze, die Filmbauten stammen von Sylvie Olivé.
La vie scolaire – Schulalltag erlebte am 24. Mai 2019 in Montpellier seine Premiere und kam am 28. August 2019 in die französischen Kinos. In Deutschland war der Film nicht im Kino zu sehen, sondern wurde am 10. April 2020 auf Netflix veröffentlicht.

## Synchronisation
| Rolle              | Darsteller          | Synchronsprecher   |
| ------------------ | ------------------- | ------------------ |
| Samia Zibra        | Zita Hanrot         | Mia Diekow         |
| Yanis Bensaadi     | Liam Pierron        | Marco Eßer         |
| Messaoud           | Soufiane Guerrab    | Timmo Niesner      |
| Moussa             | Moussa Mansaly      | Dennis Schmidt-Foß |
| Dylan              | Alban Ivanov        | Gerrit Schmidt-Foß |
| Thierry Bouchard   | Antoine Reinartz    | Marcel Collé       |
| Lamine             | Ibrahim Dramé       | Ben Hadad          |
| Fodé               | Mahamadou Sangaré   | Sebastian Fitzner  |
| Redouane           | Redouane Bougheraba | Sascha Rotermund   |
| Mamadi             | Aboudou Sacko       | Finn Posthumus     |
| Schulleiterin Anne | Blandine Lenoir     | Maud Ackermann     |

## Auszeichnungen
Mehdi Idir und Grand Corps Malade wurden 2020 für La vie scolaire – Schulalltag für einen Globe de Cristal in der Kategorie Bester Film – Komödie nominiert. Zita Hanrot erhielt eine Globe-de-Cristal-Nominierung in der Kategorie Beste Schauspielerin – Komödie. Liam Pierron wurde für seine Darstellung des Yanis 2020 für einen César in der Kategorie Bester Nachwuchsdarsteller nominiert.